# 台儿庄大战旧址
34°33′33″N 117°43′16″E / 34.55917°N 117.72111°E
台儿庄大战旧址位于中国山东省枣庄市台儿庄区，是台儿庄大战的遗迹，包括清真古寺、台儿庄火车站、新关帝庙，2006年被列为第六批全国重点文物保护单位。
台儿庄战役为1938年3月至4月中旬国军在台儿庄与意图由山东分两路进攻徐州的日军进行的战役，这场战役是对日抗战爆发后国军首次取得的胜利。
清真古寺位于台儿庄东北部中正门里，始建于清乾隆七年（1742年），建筑面积1200平方米，曾是中日两军争夺的焦点。
台儿庄火车站位于台儿庄西南部，始建于清光绪二十五年（1899年），在台儿庄大战被焚毁，1995年按原貌重建。现辟为李宗仁史料馆。
新关帝庙又称山西会馆，位于台儿庄东南顺河街，始建于清雍正十三年（1735年），建筑面积1万余平方米，在大战时曾作为三十一师师长池峄诚的指挥所，现仅存一座大殿和部分配房。